# ساول مولينا
ساول مولينا (بالإسبانية: Saúl Molina) (14 مارس 1938 في السلفادور - ) هو مدرب كرة قدم ولاعب كرة قدم سلفادوري في مركز الوسط. شارك مع منتخب السلفادور لكرة القدم. أما مع النوادي، فقد لعب مع C.D. Dragón ‏ ونادي لويس أنخيل فيربو ونادي أكويلا.